# Predstruge
Predstruge so naselje v Občini Dobrepolje.